# Vindrac-Alayrac
Vindrac-Alayrac è un comune francese di 153 abitanti situato nel dipartimento del Tarn nella regione dell'Occitania.

## Società

### Evoluzione demografica
Abitanti censiti